# Ovidiu Tonița
Ovidiu Tonița (n. 6 august 1980, Bârlad, județul Vaslui) este un jucător de rugby în XV profesionist român. Evoluează ca linia a II-a (lock) sau ca închizător (nr. 8). Este cel mai titrat rugbist român.

## Carieră
Născut într-o familie cu venituri mici, a lucrat din copilărie. La vârsta de 17 ani statura i-a fost remarcată de antrenorul Luca Abutoaie pe o stradă din Bârlad. Astfel s-a apucat de rugby la Clubul Școlar Sportiv, apoi s-a alăturat lotului de seniori CS Rulmentul Bârlad. La vârsta de 19 ani, a fost convocat ca rezervă la echipa națională a României la Cupa Mondială de Rugby din 1999. Nu a jucat, dar și-a făcut debutul efectiv într-un meci amical împotriva Marocului în februarie 2000. Remarcat de un agent în timpul unui meci de pregătire la Cupa Mondială, a semnat la clubul francez FC Grenoble. Apoi a evoluat la Biarritz (2002-2004), Perpignan (2004-2012) – cu care a devenit campion național în 2009 – Carcassonne (2012-2014) și Provence Rugby (din 2015).
Convocat la Cupa Mondială de Rugby din 2015, a devenit unul dintre cei trei jucători care a participat la cinci ediții a Cupei Mondiale. Și-a rupt degetul în timpul meciului împotriva Irlandei, în care a marcat un eseu, și a fost înlocuit de Vlad Nistor pentru tot restul turneului. După competiție a primit titlul de cetățean de onoare al municipiului Bârlad. Câteva zile mai târziu, a decis să se retragă din rugbyul profesionist și a semnat cu clubul La Salanque Côte Radieuse, care evoluează în Fédérale 2, al doilea eșalon valoric din rugby amator în Franța. Totuși, a revenit asupra deciziei și a acceptat un contract ca joker medical cu US Carcassonne, unul dintre fostele cluburi, unde s-a alăturat lui Andrei Ursache.
De-a lungul carierei a strâns 72 de selecții cu „Stejarii”, marcând 70 de puncte, inclusiv 14 eseuri. A jucat 14 meciuri la Cupa Mondială.

## Legături externe
- Statistice internaționale Arhivat în 6 martie 2016, la Wayback Machine. pe ESPN Scrum
- Statistice de club Arhivat în 7 octombrie 2015, la Wayback Machine. pe EPC Rugby
- Destinul lui Ovidiu Tonița, sportivul român cu viață de film. Drumul adolescentului orfan, de la cărat navete de cola, până la Mondiale * Sabina Ghiorghe, adevarul.ro - 19 iunie 2016